# Jiří Lipták
Jiří Lipták [ˈjɪr̝iː ˈlɪptaːk] (* 30. März 1982 in Brno, Tschechoslowakei) ist ein tschechischer Sportschütze.

## Erfolge
Jiří Lipták gewann seine erste Einzelmedaille bei internationalen Meisterschaften, als er 2008 in Nikosia den dritten Platz bei den Europameisterschaften belegte. Zwei Jahre später wurde er in München auch bei den Weltmeisterschaften Dritter. 2012 wurde er in Larnaka Vizeeuropameister und 2017 in Moskau nochmals Dritter bei den Weltmeisterschaften. In Leobersdorf belegte Lipták 2018 bei den Europameisterschaften noch Rang drei, ehe ihm ein Jahr später in Lonato der Titelgewinn gelang. 2021 wurde er in Osijek ein zweites Mal Vizeeuropameister. Im Mannschaftswettbewerb gewann Lipták 2011 in Belgrad und 2017 in Moskau jeweils die Silber- sowie 2009 in Maribor und 2014 in Granada jeweils eine Bronzemedaille. Zweimal vertrat Lipták Tschechien bei den Europaspielen: bei den Europaspielen 2015 in Baku belegte er den 22. Platz im Trap, 2019 in Minsk verpasste er als Vierter knapp einen Medaillengewinn. Die Mixedkonkurrenz beendete er 2019 auf dem achten Rang.
Ebenfalls zweimal nahm Lipták an Olympischen Spielen teil. Sein Debüt gab er bei den Spielen 2012 in London, wo er mit 119 Punkten nicht über die Qualifikation hinauskam und Rang 18 erreichte. Wesentlich erfolgreicher verliefen die 2021 ausgetragenen Olympischen Spiele 2020 in Tokio. In der Qualifikation erzielte er bei nur einem Fehlschuss mit 124 Treffern das beste Ergebnis unter allen Startern und zog als Erster in die Finalrunde ein. Nach vier Runden waren dort nur noch Lipták und sein Landsmann David Kostelecký im Wettbewerb, die zunächst punktgleich blieben. Im Stechen setzte sich letztlich Lipták mit sieben zu sechs Treffern gegen Kostelecký durch und gewann damit als Olympiasieger die Goldmedaille.